# Københavns Kommunes Skoleorkester
 Der er for få eller ingen kildehenvisninger i denne artikel, hvilket er et problem. Du kan hjælpe ved at angive troværdige kilder til de påstande, som fremføres i artiklen.

KKSO – Københavns Kommunes Skoleorkester er oprettet 1955 som et harmoniorkester under Københavns Kommunes Musikskole. Orkestrets medlemmer er i alderen 13 til 25 år og tæller (efteråret 2009) ca. 50 medlemmer af begge køn.

## Historie
Københavns Kommunes Skoleorkester blev startet i 1955 af Københavns Kommunes skoledirektion som et tilbud til kommunens folkeskoleelever.
Orkestrets første dirigent var Peter Deutsch, som var en kendt komponist af underholdnings- og filmmusik og desuden dirigent for Dansk Ungdoms Symfoniorkester.
Orkestret var i mange år en selvstændig enhed direkte under kommunen, indtil det i 1991 blev en del af Københavns Musikskole. Da orkestret var størst, talte det 104 medlemmer, og i årenes løb har mange fra musiklivet i hovedstadsområdet fået deres første orkestererfaring i KKSO.
Benny Berthelsen ledede orkestret i 40 år, indtil han i januar 1996 blev afløst af Jonas Viggo Pedersen. Halvandet år efter fik Jonas et stipendium i Finland, og Mike Cholewa overtog dirigentstokken. Mike dirigerede orkestret frem til december 2000, hvorefter den hjemvendte Jonas tog over igen, og har kørt orkestret siden.
Orkesteret har udmærket sig med en guldmedalje ved DM i 3. Division for harmoniorkestre i 2006 & 2008, samt en førsteplads i sin division til "Welt-Jugend-Musikfestival – Zürich" i 2005.[kilde mangler]
I november 2010 & 2013 spillede orkesteret sig til en sølvmedalje ved DM i 2. division for harmoniorkestre.[kilde mangler]
Senest har orkestret udmærket sig med en guldmedalje ved DM i 2. Division for harmoniorkestre i 2015.[kilde mangler]